# Alexander Hill Everett
Alexander Hill Everett (Boston, Massachusetts, 1792. március 19. – Kína, Kanton 1847. május 29.) észak-amerikai államférfi, Edward Everett bátyja.

## Életútja
Miután iskoláit Bostonban, Cambridge-ben és a Harvard-egyetemen befejezte, 1809-ben követségi titkár lett Szentpéterváron, ahonnan ugyanilyen minőségben Hágába helyezték át és ugyanott 1818-tól 1824-ig ügyvivő volt. 1825-től 1829-ig a spanyol udvarnál képviselte az Amerikai Egyesült Államokat, ahonnan Jackson elnöksége alatt visszahívták, s a magánéletbe vonult. 1835-től kezdve kiadta a North-American Review jó hírű folyóiratot. Europe or a general survey of the present situation of the principal powers, with conjectures on their future prospect (Boston, 1822) című munkájában az európai nagyhatalmak akkori állapotát a fejedelmek és népek közötti harc eredményének tekinti, melyben szerinte a politikai szabadság fog győzelemre jutni. Többi művei: New ideas on population, with remarks on the theories of Malthus and Godwin (London, 1823); America or a general survey of the political situation of the several powers of the western continent (Philadephia, 1827) stb. Polk elnök 1846-ban Kínába küldte mint kereskedelmi ügynököt, ebben az országban egy év múlva meghalt.